# سیارک ۱۵۵۷۷
سیارک ۱۵۵۷۷ (به انگلیسی: 15577 Gywilliams، نامگذاری:2000GN68) پانزده هزار و پانصد و هفتاد و هفتمین سیارک کشف شده‌است که در ۵ آوریل ۲۰۰۰ کشف شد.
قدر مطلق سیارک برابر ۸.۵ است.